# Kekrops

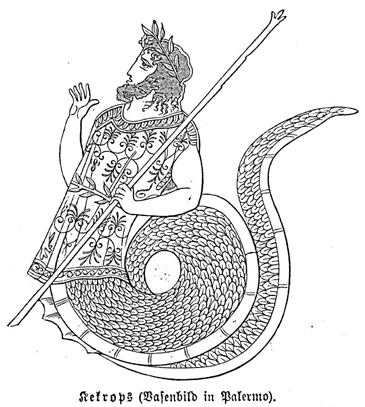
Kekrops.

Kekrops (latin: Cecrops) var i grekisk mytologi den förste kungen av Aten och den andre kungen av Attika. Enligt sagan var han en autokton, det vill säga född ur jorden. Hans överkropp var människa och den nedre hälften orm eller drake.
Kekrops introducerade civilisationen i Aten och införde bland annat äktenskap, egendomsrätt, oblodiga offer och bruket att begrava de döda. Han styrde Aten mellan 1556 f.Kr. och 1506 f.Kr och var en kulturbringare och hero då han lärde invånarna att läsa och skriva. Han införde även ett ordnat samhällsskick bland Attikas vilda urinvånare.
Under Kekrops styre blev Athena skyddsgudinna över Attika efter en tävling mot Poseidon som Kekrops var domare i. Tävlingen gick ut på att de båda skulle skänka en gåva till stadens invånare och Kekrops skulle välja vilken av gåvorna de föredrog. Poseidon stötte sin treudd i marken så att en källa öppnade sig. Vattnet var salt och inte särskilt användbart, medan Athena slog till en sten med sin lans så att ett olivträd plötsligt visade sig. Kekrops beslutade att ta olivträdet som gåva eftersom det kunde ge trä, olja och mat, och förklarade Athena som deras beskyddare. Poseidon beslutade ändå att skänka sin gåva, som egentligen hade missförståtts då han menade att den skulle representera havets kraft.
Han byggde Kekropia (Akropolis) och delade Attika i tolv distrikt; Kekropia, Tetrapolis, Epakria, Dekelea, Eleusis, Aphidna, Thorikos, Brauron, Kytheros, Sphettos, Kephisia and Phaleron.
Kekrops gifte sig med Actaeus dotter Aglauros, som han fick tre döttrar tillsammans med: Herse, Pandrosus och Aglaurus. Dessa fick en låda med den föräldralöse Erichthonius. De tittade och blev skräckslagna av två ormar som Athena hade placerat för att vakta barnet. De flydde i skräck från Akropolis och sprang tills de dog.
Kekrops tron övertogs av hans son Kekrops II.